# بزرگ‌بالان

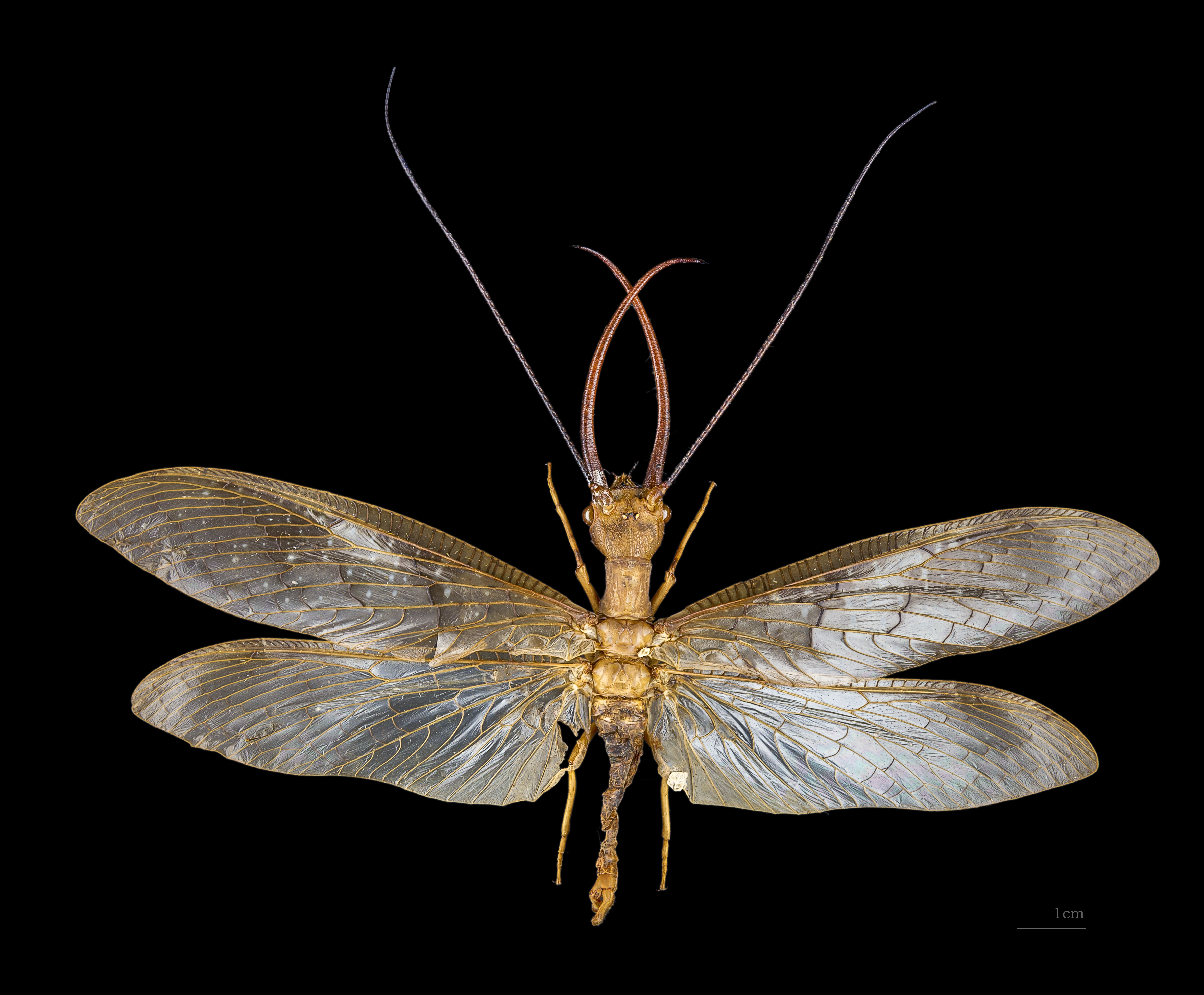
مگس دابسون شرقی

بزرگ‌بالان (Megaloptera) حشراتی با دگرگشت کامل یعنی از بالاراسته هام‌دگردیسان (Endopterygota) و از راسته بال‌توری‌ها (Neuroptera) هستند.
۳۰۰ گونه از این حشرات شناخته شده‌اند.